# Functorcategorie
In de categorietheorie, een abstract deelgebied van de wiskunde, kunnen de functoren tussen twee gegeven categorieën zelf worden omgezet in een categorie. De morfismen in deze functorcategorie zijn de natuurlijke transformaties tussen functors. Functorcategorieën zijn om twee belangrijke redenen van belang:
- Veel gebruikelijke categorieën zijn functorcategorieën of functorcategorieën, zodat iedere stelling die wordt bewezen voor algemene functorcategorieën breed kan worden toegepast.
- Alle categorieën zijn in een functorcategorie ingebed, via de Yoneda-inbedding. De functorcategorie heeft vaak mooiere eigenschappen dan de oorspronkelijke categorie, waardoor bepaalde operaties die eerst niet beschikbaar nu kunnen worden gebruikt.

Een element van een functorcategorie wordt soms een diagram genoemd.